# Selección femenina de voleibol de Polonia
La selección femenina de voleibol de Polonia es el equipo representativo del país en las competiciones oficiales de voleibol. Su organización está a cargo de la Polski Związek Piłki Siatkowej (PZPS). 

## Palmarés
| Competición        |   |   |   | Total |
| ------------------ | - | - | - | ----- |
| Juegos Olímpicos   | 0 | 0 | 2 | 2     |
| Campeonato Mundial | 0 | 1 | 2 | 3     |
| Campeonato Europeo | 2 | 4 | 5 | 11    |
| Grand Prix         | 0 | 0 | 0 | 0     |
| Copa del Mundo     | 0 | 0 | 0 | 0     |
| Total              | 2 | 5 | 9 | 16    |

## Resultados

### Juegos Olímpicos
Campeón       Subcampeón       Tercer puesto       Cuarto Puesto
| Juegos Olímpicos récords | Juegos Olímpicos récords | Juegos Olímpicos récords | Juegos Olímpicos récords | Juegos Olímpicos récords | Juegos Olímpicos récords | Juegos Olímpicos récords | Juegos Olímpicos récords | Juegos Olímpicos récords |
| Años                     | Ronda                    | Posición                 | Pld                      | W                        | L                        | SW                       | SL                       | Equipo                   |
| ------------------------ | ------------------------ | ------------------------ | ------------------------ | ------------------------ | ------------------------ | ------------------------ | ------------------------ | ------------------------ |
| 1964                     | Semifinales              | 3° Puesto                |                          |                          |                          |                          |                          | Equipo                   |
| 1968                     | Semifinales              | 3° Puesto                |                          |                          |                          |                          |                          | Equipo                   |
| 1972                     | No Clasificado           | No Clasificado           | No Clasificado           | No Clasificado           | No Clasificado           | No Clasificado           | No Clasificado           | No Clasificado           |
| 1976                     | No Clasificado           | No Clasificado           | No Clasificado           | No Clasificado           | No Clasificado           | No Clasificado           | No Clasificado           | No Clasificado           |
| 1980                     | No Clasificado           | No Clasificado           | No Clasificado           | No Clasificado           | No Clasificado           | No Clasificado           | No Clasificado           | No Clasificado           |
| 1984                     | No Clasificado           | No Clasificado           | No Clasificado           | No Clasificado           | No Clasificado           | No Clasificado           | No Clasificado           | No Clasificado           |
| 1988                     | No Clasificado           | No Clasificado           | No Clasificado           | No Clasificado           | No Clasificado           | No Clasificado           | No Clasificado           | No Clasificado           |
| 1992                     | No Clasificado           | No Clasificado           | No Clasificado           | No Clasificado           | No Clasificado           | No Clasificado           | No Clasificado           | No Clasificado           |
| 1996                     | No Clasificado           | No Clasificado           | No Clasificado           | No Clasificado           | No Clasificado           | No Clasificado           | No Clasificado           | No Clasificado           |
| 2000                     | No Clasificado           | No Clasificado           | No Clasificado           | No Clasificado           | No Clasificado           | No Clasificado           | No Clasificado           | No Clasificado           |
| 2004                     | No Clasificado           | No Clasificado           | No Clasificado           | No Clasificado           | No Clasificado           | No Clasificado           | No Clasificado           | No Clasificado           |
| 2008                     |                          | 9° Puesto                |                          |                          |                          |                          |                          | Equipo                   |
| 2012                     | No Clasificado           | No Clasificado           | No Clasificado           | No Clasificado           | No Clasificado           | No Clasificado           | No Clasificado           | No Clasificado           |

### Campeonato Mundial
Campeón       Subcampeón       Tercer puesto       Cuarto Puesto
| Campeonato Mundial récords | Campeonato Mundial récords | Campeonato Mundial récords | Campeonato Mundial récords | Campeonato Mundial récords | Campeonato Mundial récords | Campeonato Mundial récords | Campeonato Mundial récords | Campeonato Mundial récords |
| Años                       | Ronda                      | Posición                   | Pld                        | W                          | L                          | SW                         | SL                         | Equipo                     |
| -------------------------- | -------------------------- | -------------------------- | -------------------------- | -------------------------- | -------------------------- | -------------------------- | -------------------------- | -------------------------- |
| 1952                       | Ronda Final                | Subcampeón                 |                            |                            |                            |                            |                            | Equipo                     |
| 1956                       | Semifinales                | 3° Puesto                  |                            |                            |                            |                            |                            | Equipo                     |
| 1960                       | Semifinales                | 4° Puesto                  |                            |                            |                            |                            |                            | Equipo                     |
| 1962                       | Semifinales                | 3° Puesto                  |                            |                            |                            |                            |                            | Equipo                     |
| 1967                       | Sin Participación          | Sin Participación          | Sin Participación          | Sin Participación          | Sin Participación          | Sin Participación          | Sin Participación          | Sin Participación          |
| 1970                       |                            | 9° Puesto                  |                            |                            |                            |                            |                            | Equipo                     |
| 1974                       |                            | 9° Puesto                  |                            |                            |                            |                            |                            | Equipo                     |
| 1978                       |                            | 11° Puesto                 |                            |                            |                            |                            |                            | Equipo                     |
| 1982                       | No clasificó               | No clasificó               | No clasificó               | No clasificó               | No clasificó               | No clasificó               | No clasificó               | No clasificó               |
| 1986                       | No clasificó               | No clasificó               | No clasificó               | No clasificó               | No clasificó               | No clasificó               | No clasificó               | No clasificó               |
| 1990                       | No clasificó               | No clasificó               | No clasificó               | No clasificó               | No clasificó               | No clasificó               | No clasificó               | No clasificó               |
| 1994                       | No clasificó               | No clasificó               | No clasificó               | No clasificó               | No clasificó               | No clasificó               | No clasificó               | No clasificó               |
| 1998                       | No clasificó               | No clasificó               | No clasificó               | No clasificó               | No clasificó               | No clasificó               | No clasificó               | No clasificó               |
| 2002                       |                            | 15° Puesto                 |                            |                            |                            |                            |                            | Equipo                     |
| 2006                       |                            | 15° Puesto                 |                            |                            |                            |                            |                            | Equipo                     |
| 2010                       |                            | 9° Puesto                  |                            |                            |                            |                            |                            | Equipo                     |
| 2014                       | No clasificó               | No clasificó               | No clasificó               | No clasificó               | No clasificó               | No clasificó               | No clasificó               | No clasificó               |
| Total                      | 0 Títulos                  | 10/17                      |                            |                            |                            |                            |                            | —                          |

### Copa Mundial
Campeón       Subcampeón       Tercer puesto       Cuarto Puesto
| Copa Mundial récords | Copa Mundial récords | Copa Mundial récords | Copa Mundial récords | Copa Mundial récords | Copa Mundial récords | Copa Mundial récords | Copa Mundial récords | Copa Mundial récords |
| Años                 | Ronda                | Posición             | Pld                  | W                    | L                    | SW                   | SL                   | Equipo               |
| -------------------- | -------------------- | -------------------- | -------------------- | -------------------- | -------------------- | -------------------- | -------------------- | -------------------- |
| 1973                 | No Clasificado       | No Clasificado       | No Clasificado       | No Clasificado       | No Clasificado       | No Clasificado       | No Clasificado       | No Clasificado       |
| 1977                 | No Clasificado       | No Clasificado       | No Clasificado       | No Clasificado       | No Clasificado       | No Clasificado       | No Clasificado       | No Clasificado       |
| 1981                 | No Clasificado       | No Clasificado       | No Clasificado       | No Clasificado       | No Clasificado       | No Clasificado       | No Clasificado       | No Clasificado       |
| 1985                 | No Clasificado       | No Clasificado       | No Clasificado       | No Clasificado       | No Clasificado       | No Clasificado       | No Clasificado       | No Clasificado       |
| 1989                 | No Clasificado       | No Clasificado       | No Clasificado       | No Clasificado       | No Clasificado       | No Clasificado       | No Clasificado       | No Clasificado       |
| 1991                 | No Clasificado       | No Clasificado       | No Clasificado       | No Clasificado       | No Clasificado       | No Clasificado       | No Clasificado       | No Clasificado       |
| 1995                 | No Clasificado       | No Clasificado       | No Clasificado       | No Clasificado       | No Clasificado       | No Clasificado       | No Clasificado       | No Clasificado       |
| 1999                 | No Clasificado       | No Clasificado       | No Clasificado       | No Clasificado       | No Clasificado       | No Clasificado       | No Clasificado       | No Clasificado       |
| 2003                 |                      | 8° Puesto            |                      |                      |                      |                      |                      | Equipo               |
| 2007                 |                      | 6° Puesto            |                      |                      |                      |                      |                      | Equipo               |
| 2011                 | No Clasificado       | No Clasificado       | No Clasificado       | No Clasificado       | No Clasificado       | No Clasificado       | No Clasificado       | No Clasificado       |
| 2015                 | No Clasificado       | No Clasificado       | No Clasificado       | No Clasificado       | No Clasificado       | No Clasificado       | No Clasificado       | No Clasificado       |
| Total                | 0 Títulos            | 2/12                 |                      |                      |                      |                      |                      | —                    |

### Grand Prix
Campeón       Subcampeón       Tercer puesto       Cuarto Puesto
| Grand Prix | Grand Prix     | Grand Prix     | Grand Prix     | Grand Prix     | Grand Prix     | Grand Prix     | Grand Prix     | Grand Prix     |
| Años       | Ronda          | Posición       | Pld            | W              | L              | SW             | SL             | Equipo         |
| ---------- | -------------- | -------------- | -------------- | -------------- | -------------- | -------------- | -------------- | -------------- |
| 1993       | No Clasificado | No Clasificado | No Clasificado | No Clasificado | No Clasificado | No Clasificado | No Clasificado | No Clasificado |
| 1994       | No Clasificado | No Clasificado | No Clasificado | No Clasificado | No Clasificado | No Clasificado | No Clasificado | No Clasificado |
| 1995       | No Clasificado | No Clasificado | No Clasificado | No Clasificado | No Clasificado | No Clasificado | No Clasificado | No Clasificado |
| 1996       | No Clasificado | No Clasificado | No Clasificado | No Clasificado | No Clasificado | No Clasificado | No Clasificado | No Clasificado |
| 1997       | No Clasificado | No Clasificado | No Clasificado | No Clasificado | No Clasificado | No Clasificado | No Clasificado | No Clasificado |
| 1998       | No Clasificado | No Clasificado | No Clasificado | No Clasificado | No Clasificado | No Clasificado | No Clasificado | No Clasificado |
| 1999       | No Clasificado | No Clasificado | No Clasificado | No Clasificado | No Clasificado | No Clasificado | No Clasificado | No Clasificado |
| 2000       | No Clasificado | No Clasificado | No Clasificado | No Clasificado | No Clasificado | No Clasificado | No Clasificado | No Clasificado |
| 2001       | No Clasificado | No Clasificado | No Clasificado | No Clasificado | No Clasificado | No Clasificado | No Clasificado | No Clasificado |
| 2002       | No Clasificado | No Clasificado | No Clasificado | No Clasificado | No Clasificado | No Clasificado | No Clasificado | No Clasificado |
| 2003       | No Clasificado | No Clasificado | No Clasificado | No Clasificado | No Clasificado | No Clasificado | No Clasificado | No Clasificado |
| 2004       |                | 8° Lugar       |                |                |                |                |                | Equipo         |
| 2005       |                | 7° Lugar       |                |                |                |                |                | Equipo         |
| 2006       |                | 12° Puesto     |                |                |                |                |                | Equipo         |
| 2007       |                | 6° Puesto      |                |                |                |                |                | Equipo         |
| 2008       |                | 10° Puesto     |                |                |                |                |                | Equipo         |
| 2009       |                | 7° Puesto      |                |                |                |                |                | Equipo         |
| 2010       |                | 6° Puesto      |                |                |                |                |                | Equipo         |
| 2011       |                | 10° Puesto     |                |                |                |                |                | Equipo         |
| 2012       |                | 8° Puesto      |                |                |                |                |                | Equipo         |
| 2013       |                | 15° Puesto     |                |                |                |                |                | Equipo         |
| 2014       |                | 16° Puesto     |                |                |                |                |                | Equipo         |
| 2015       |                | Clasificado    |                |                |                |                |                | Equipo         |
| Total      | 0 Títulos      | 12/23          |                |                |                |                |                | —              |

### Campeonato Europeo
Campeón       Subcampeón       Tercer puesto       Cuarto Puesto
| Campeonato Europeo récords | Campeonato Europeo récords | Campeonato Europeo récords | Campeonato Europeo récords | Campeonato Europeo récords | Campeonato Europeo récords | Campeonato Europeo récords | Campeonato Europeo récords | Campeonato Europeo récords |
| Años                       | Ronda                      | Posición                   | Pld                        | W                          | L                          | SW                         | SL                         | Equipo                     |
| -------------------------- | -------------------------- | -------------------------- | -------------------------- | -------------------------- | -------------------------- | -------------------------- | -------------------------- | -------------------------- |
| 1949                       | Semifinales                | 3° Puesto                  |                            |                            |                            |                            |                            | Equipo                     |
| 1950                       | Ronda Final                | Subcampeón                 |                            |                            |                            |                            |                            | Equipo                     |
| 1951                       | Ronda Final                | Subcampeón                 |                            |                            |                            |                            |                            | Equipo                     |
| 1955                       | Semifinales                | 3° Puesto                  |                            |                            |                            |                            |                            | Equipo                     |
| 1958                       | Semifinales                | 3° Puesto                  |                            |                            |                            |                            |                            | Equipo                     |
| 1963                       | Ronda Final                | Subcampeón                 |                            |                            |                            |                            |                            | Equipo                     |
| 1967                       | Ronda Final                | Subcampeón                 |                            |                            |                            |                            |                            | Equipo                     |
| 1971                       | Semifinales                | 3° Puesto                  |                            |                            |                            |                            |                            | Equipo                     |
| 1975                       |                            | 11° Puesto                 |                            |                            |                            |                            |                            | Equipo                     |
| 1977                       | Semifinales                | 4° Puesto                  |                            |                            |                            |                            |                            | Equipo                     |
| 1979                       |                            | 8° Puesto                  |                            |                            |                            |                            |                            | Equipo                     |
| 1981                       |                            | 5° Puesto                  |                            |                            |                            |                            |                            | Equipo                     |
| 1983                       |                            | 9° Puesto                  |                            |                            |                            |                            |                            | Equipo                     |
| 1985                       |                            | 7° Puesto                  |                            |                            |                            |                            |                            | Equipo                     |
| 1987                       |                            | 11° Puesto                 |                            |                            |                            |                            |                            | Equipo                     |
| 1989                       |                            | 9° Puesto                  |                            |                            |                            |                            |                            | Equipo                     |
| 1991                       |                            | 9° Puesto                  |                            |                            |                            |                            |                            | Equipo                     |
| 1993                       | No Clasificado             | No Clasificado             | No Clasificado             | No Clasificado             | No Clasificado             | No Clasificado             | No Clasificado             | No Clasificado             |
| 1995                       |                            | 9° Puesto                  |                            |                            |                            |                            |                            | Equipo                     |
| 1997                       |                            | 8° Puesto                  |                            |                            |                            |                            |                            | Equipo                     |
| 1999                       |                            | 6° Puesto                  |                            |                            |                            |                            |                            | Equipo                     |
| 2001                       |                            | 6° Puesto                  |                            |                            |                            |                            |                            | Equipo                     |
| 2003                       | Ronda Final                | Campeón                    |                            |                            |                            |                            |                            | Equipo                     |
| 2005                       | Ronda Final                | Campeón                    |                            |                            |                            |                            |                            | Equipo                     |
| / 2007                     | Semifinales                | 4° Puesto                  |                            |                            |                            |                            |                            | Equipo                     |
| 2009                       | Semifinales                | 3° Puesto                  |                            |                            |                            |                            |                            | Equipo                     |
| / 2011                     |                            | 5° Puesto                  |                            |                            |                            |                            |                            | Equipo                     |
| / 2013                     |                            | 11° Puesto                 |                            |                            |                            |                            |                            | Equipo                     |
| / 2015                     |                            | Clasificado                |                            |                            |                            |                            |                            | Equipo                     |
| Total                      | 2 Títulos                  | 28/29                      |                            |                            |                            |                            |                            | —                          |

## Equipo actual
La siguiente es la lista de  Polonia en el Grand Prix de Voleibol de 2014.
Director Técnico: Jacek Nawrocki
| N.º | Nombre                 | Cumpleaños           | Altura | Peso  | Ataque  | Bloque  | Posición | Club 2019                |
| --- | ---------------------- | -------------------- | ------ | ----- | ------- | ------- | -------- | ------------------------ |
| 1   | Julia Nowicka          | 21/10/1998 (26 años) | 1.74 m | 58 kg | 2.84 cm | 2.71 cm | ---      | Budowlani Łódź           |
| 3   | Klaudia Alagierska     | 02/01/1996 (29 años) | 1.90 m | 76 kg | 2.97 cm | 2.90 cm | Central  | Commercecon Łódź         |
| 4   | Marlena Kowalewska (C) | 09/01/1992 (33 años) | 1.76 m | 61 kg | 2.95 cm | 2.81 cm | ---      | Chemik Police            |
| 5   | Agnieszka Kąkolewska   | 17/10/1994 (30 años) | 1.99 m | 75 kg | 3.09 cm | 2.95 cm | Central  | Volleyball Casalmaggiore |
| 6   | Justyna Łukasik        | 27/01/1993 (32 años) | 1.87 m | 77 kg | 3.01 cm | 2.85 cm | Central  | LTS Legionovia           |
| 8   | Maria Stenzel          | 25/11/1998 (26 años) | 1.68 m | 63 kg | 2.78 cm | 2.62 cm | Libero   | Budowlani Łódź           |
| 10  | Zuzanna Efimienko      | 08/08/1989 (35 años) | 1.97 m | 72 kg | 3.18 cm | 3.03 cm | Central  | Commercecon Łódź         |
| 14  | Martyna Łukasik        | 26/11/1999 (25 años) | 1.89 m | 75 kg | 3.15 cm | 2.88 cm | Central  | Chemik Police            |
| 15  | Martyna Grajber        | 28/03/1995 (29 años) | 1.80 m | 66 kg | 2.93 cm | 2.76 cm | ---      | Chemik Police            |
| 17  | Malwina Smarzek        | 03/06/1996 (28 años) | 1.91 m | 80 kg | 3.18 cm | 2.92 cm | Opuesta  | Volley Bergamo           |
| 19  | Magdalena Damaske      | 19/02/1996 (29 años) | 1.85 m | 73 kg | 3.13 cm | 3.00 cm | ---      | LTS Legionovia           |
| 22  | Natalia Murek          | 08/09/1999 (25 años) | 1.80 m | 70 kg | 3.02 cm | 2.83 cm | ---      | Volley Wrocław           |
| 23  | Julia Twardowska       | 04/05/1995 (29 años) | 1.85 m | 66 kg | 2.97 cm | 2.83 cm | ---      | Budowlani Łódź           |
| 24  | Justyna Łysiak         | 20/01/1999 (26 años) | 1.73 m | 58 kg | 2.75 cm | 2.64 cm | ---      | Chemik Police            |

## Escuadras
- Campeonato Europeo 2001 — 6° lugar

- Katarzyna Mroczkowska, Izabela Bełcik, Małgorzata Glinka, Katarzyna Gujska, Milena Rosner, Karolina Ciaszkiewicz, Kamila Frątczak, Dominika Leśniewicz, Barbara Merta, Aleksandra Jagieło, Joanna Staniucha y Sylwia Pycia.
  - Entrenador:  Zbigniew Krzyżanowski.

- Campeonato Mundial 2002 — 15° lugar

- Katarzyna Mroczkowska, Ewa Kowalkowska, Joanna Szeszko, Izabela Bełcik, Magdalena Śliwa, Małgorzata Glinka, Natalia Bamber, Milena Rosner, Anna Podolec, Dominika Leśniewicz, Aleksandra Jagieło y Joanna Staniucha.
  - Entrenador:  Zbigniew Krzyżanowski.

- Campeonato Europeo 2003 —  Medalla de Oro

- Izabela Bełcik, Małgorzata Glinka, Dominika Leśniewicz, Maria Liktoras, Agata Mróz, Małgorzata Niemczyk, Anna Podolec, Aleksandra Jagieło, Katarzyna Skowrońska, Magdalena Śliwa y Dorota Świeniewicz.
  - Entrenador:  Andrzej Niemczyk.

- Copa Mundial 2003 — 8° Puesto

- Katarzyna Skowrońska, Mariola Zenik, Izabela Bełcik, Magdalena Śliwa, Anna Podolec, Małgorzata Glinka, Agata Mróz, Małgorzata Niemczyk, Kamila Frątczak, Maria Liktoras, Aleksandra Jagieło y Izabela Żebrowska.
  - Entrenador:  Ryszard Niemczyk.

- Grand Prix 2004 — 8° Lugar

- Katarzyna Skowrońska, Mariola Zenik, Agata Karczmarzewska, Izabela Bełcik, Magdalena Śliwa, Agata Mróz, Małgorzata Niemczyk, Kamila Frątczak, Dominika Leśniewicz, Maria Liktoras, Aleksandra Jagieło y Karolina Ciaszkiewicz.
  - Entrenador:  Andrzej Niemczyk.

- Grand Prix 2005 — 7° Lugar

- Katarzyna Skowrońska, Mariola Zenik, Izabela Bełcik, Agata Mróz, Joanna Mirek, Sylwia Pycia, Natalia Bamber, Milena Rosner, Maria Liktoras, Katarzyna Skorupa, Aleksandra Jagieło y Joanna Kaczor.
  - Entrenador:  Andrzej Niemczyk.

- Campeonato Europeo 2005 —  Medalla de Oro

- Katarzyna Skowrońska, Mariola Zenik, Izabela Bełcik, Magdalena Śliwa, Małgorzata Glinka, Dorota Świeniewicz, Agata Mróz, Joanna Mirek, Sylwia Pycia, Natalia Bamber, Milena Rosner y Aleksandra Jagieło.
  - Entrenador:  Andrzej Niemczyk.

- Gran Copa de Campeones 2005 — 4° Puesto

- Katarzyna Skowrońska, Mariola Zenik, Izabela Bełcik, Magdalena Śliwa, Małgorzata Glinka, Dorota Świeniewicz, Agata Mróz, Joanna Mirek, Sylwia Pycia, Natalia Bamber, Milena Rosner y Izabela Żebrowska.
  - Entrenador:  Andrzej Niemczyk.

- Grand Prix 2006 — 12° Lugar

- Katarzyna Skowrońska, Mariola Zenik, Izabela Bełcik, Anna Podolec, Joanna Mirek, Sylwia Pycia, Natalia Bamber, Milena Rosner, Maria Liktoras, Katarzyna Skorupa, Aleksandra Jagieło y Marta Wójcik.
  - Entrenador:  Ireneusz Kłos.

- Campeonato Mundial 2006 — 15° lugar

- Katarzyna Skowrońska, Mariola Zenik, Izabela Bełcik, Anna Podolec, Joanna Mirek, Sylwia Pycia, Natalia Bamber, Milena Rosner, Maria Liktoras, Katarzyna Skorupa, Kamila Frątczak y Paulina Maj.
  - Entrenador:  Ireneusz Kłos.

- Grand Prix 2007 — 6° Lugar

- Katarzyna Skowrońska, Mariola Zenik, Eleonora Dziękiewicz, Izabela Bełcik, Anna Podolec, Dorota Świeniewicz, Agnieszka Bednarek, Agnieszka Kosmatka, Milena Sadurek, Milena Rosner, Maria Liktoras y Klaudia Kaczorowska.
  - Entrenador:  Marco Bonitta.

- Campeonato Europeo 2007 — 4° lugar

- Katarzyna Skowrońska, Mariola Zenik, Eleonora Dziękiewicz, Izabela Bełcik, Anna Podolec, Małgorzata Glinka, Dorota Świeniewicz, Agnieszka Bednarek, Joanna Mirek, Milena Sadurek, Milena Rosner y Maria Liktoras.
  - Entrenador:  Marco Bonitta.

- Copa Mundial 2007 — 6° Puesto

- Katarzyna Skowrońska, Mariola Zenik, Eleonora Dziękiewicz, Magdalena Śliwa, Anna Podolec, Małgorzata Glinka, Agnieszka Bednarek, Milena Sadurek, Milena Rosner, Maria Liktoras, Agata Sawicka y Klaudia Kaczorowska.
  - Entrenador:  Marco Bonitta.

- Grand Prix 2008 — 10° Lugar

- Joanna Frąckowiak, Katarzyna Gajgał, Karolina Ciaszkiewicz, Magdalena Mazurek, Agnieszka Bednarek, Anna Woźniakowska, Anna Werblińska, Milena Rosner, Agata Sawicka, Joanna Kaczor, Katarzyna Skorupa y Berenika Okuniewska.
  - Entrenador:  Marco Bonitta.

- Juegos Olímpicos 2008 — 9° lugar

- Katarzyna Skowrońska, Mariola Zenik, Katarzyna Gajgał, Anna Podolec, Małgorzata Glinka, Agnieszka Bednarek, Anna Werblińska, Milena Sadurek, Milena Rosner, Maria Liktoras, Joanna Kaczor y Katarzyna Skorupa.
  - Entrenador:  Marco Bonitta.

- Grand Prix 2009 — 10° Lugar

- Mariola Zenik, Anna Woźniakowska, Dorota Pykosz, Agnieszka Bednarek, Izabela Bełcik, Dorota Świeniewicz, Anna Werblińska, Milena Sadurek, Paulina Maj, Katarzyna Gajgał, Aleksandra Jagieło y Joanna Kaczor.
  - Entrenador:  Jerzy Matlak.

- Campeonato Europeo 2009 —  Medalla de Bronce

- Anna Werblińska, Mariola Zenik, Anna Witczak, Dorota Pykosz, Natalia Bamber, Agnieszka Bednarek, Izabela Bełcik, Milena Sadurek, Paulina Maj, Katarzyna Gajgał, Aleksandra Jagieło y Joanna Kaczor.
  - Entrenador:  Jerzy Matlak.

- Grand Prix 2010 — 6° Lugar

- Katarzyna Skowrońska, Mariola Zenik, Karolina Kosek, Katarzyna Skorupa, Agnieszka Bednarek, Berenika Okuniewska, Katarzyna Zaroślińska, Joanna Staniucha, Anna Werblińska, Milena Sadurek, Katarzyna Gajgał y Joanna Kaczor.
  - Entrenador:  Jerzy Matlak.

- Campeonato Mundial 2010 — 9° lugar

- Mariola Zenik, Karolina Kosek, Berenika Okuniewska, Agnieszka Bednarek, Małgorzata Glinka, Katarzyna Zaroślińska, Joanna Staniucha-Szczurek, Anna Werblińska, Milena Radecka, Paulina Maj, Joanna Wołosz, Katarzyna Gajgał, Aleksandra Jagieło y Joanna Kaczor.
  - Entrenador:  Jerzy Matlak.

- Grand Prix 2011 — 10° Lugar

- Anna Podolec, Katarzyna Konieczna, Karolina Kosek, Berenika Okuniewska, Magdalena Saad, Kinga Kasprzak, Klaudia Kaczorowska, Sylwia Pelc, Milena Radecka, Paulina Maj, Joanna Wołosz, Zuzanna Efimienko, Aleksandra Kruk y Anita Kwiatkowska.
  - Entrenador:  Alojzy Świderek.

- Campeonato Europeo 2011 — 5° Puesto

- Anna Podolec, Karolina Kosek, Berenika Okuniewska, Agnieszka Bednarek, Klaudia Kaczorowska, Katarzyna Jaszewska, Anita Kwiatkowska, Krystyna Strasz, Milena Radecka, Paulina Maj, Joanna Wołosz y Katarzyna Skowrońska.
  - Entrenador:  Alojzy Świderek.

- Grand Prix 2012 — 8° Lugar

- Krystyna Strasz, Karolina Kosek, Berenika Okuniewska, Agnieszka Bednarek, Joanna Kaczor, Katarzyna Skorupa, Ewelina Sieczka, Kinga Kasprzak, Izabela Żebrowska, Paulina Maj, Joanna Wołosz, Katarzyna Skowrońska, Maja Tokarska y Agnieszka Kąkolewska.
  - Entrenador:  Alojzy Świderek.

- Grand Prix 2013 — 15° Lugar

- Maja Tokarska, Karolina Kosek, Patrycja Polak, Joanna Kaczor, Zuzanna Efimienko, Ewelina Sieczka, Kinga Kasprzak, Milena Radecka, Paulina Maj, Joanna Wołosz, Agnieszka Kąkolewska, Katarzyna Skowrońska, Katarzyna Konieczna, Monika Martałek y Dorota Medyńska.
  - Entrenador:  Piotr Makowski.

- Campeonato Europeo 2013 — 11° Puesto

- Maja Tokarska, Karolina Kosek, Joanna Kaczor, Zuzanna Efimienko, Ewelina Sieczka, Kinga Kasprzak, Milena Radecka, Paulina Maj, Joanna Wołosz, Agnieszka Kąkolewska, Katarzyna Skowrońska y Katarzyna Konieczna.
  - Entrenador:  Piotr Makowski.

- Grand Prix 2014 — 16° Lugar

- Emilia Kajzer, Katarzyna Połeć, Izabela Bełcik, Agnieszka Kąkolewska, Zuzanna Efimienko, Katarzyna Zaroślińska, Daria Paszek, Dorota Medyńska, Izabela Żebrowska, Agata Durajczyk, Elzbieta Skowronska, Klaudia Kaczorowska, Aleksandra Wójcik y Malwina Smarzek.
  - Entrenador:  Piotr Makowski.

## Divisiones inferiores dePolonia

### Selección sub-23
| Competición               |   |   |   | Total |
| ------------------------- | - | - | - | ----- |
| Campeonato Mundial Sub-23 | 0 | 0 | 0 | 0     |
| Total                     | 0 | 0 | 0 | 0     |

### Selección Sub-20
| Competición               |   |   |   | Total |
| ------------------------- | - | - | - | ----- |
| Campeonato Mundial Sub-20 | 0 | 0 | 1 | 1     |
| Campeonato Europeo Sub-20 | 1 | 0 | 4 | 5     |
| Juegos de la Juventud     | 0 | 0 | 0 | 0     |
| Total                     | 1 | 0 | 5 | 6     |

### Selección Sub-18
| Competición               |   |   |   | Total |
| ------------------------- | - | - | - | ----- |
| Campeonato Mundial Sub-18 | 0 | 0 | 1 | 1     |
| Campeonato Europeo Sub-18 | 2 | 1 | 1 | 4     |
| Total                     | 2 | 1 | 2 | 5     |